# 莊先識
莊先識（1882年—1965年）字士器，一字通不，号通百，江苏武进人，清朝及中华民国教育家、诗人。

## 生平
莊先識生于清朝光绪八年（1882年）。他是清朝秀才。早年受到日本维新教育的影响，放弃旧学，改学新学。光绪三十年（1904年）入日本弘文学院留学，两年后毕业归国。在同族庄蕴宽等人的资助下，在青果巷赁屋创办私立粹化女学。光绪三十四年（1908年），莊先識与妻陈警在麻巷创办了常州历史上最早的幼儿园——涤氛蒙养院。民国元年（1912年），粹化女学更名为武进县立女子师范学校，莊先識任该校教员。
民国4年（1915年），莊先識离开常州，历任苏州东吴大学、江苏省立第二女子师范学校等校教员。民国22年（1933年），被南京国民政府教育部聘为特约编审员，负责审查教科书。抗日战争期间，他拒绝到汪精卫政权的教育部任职，以教书为业，生活清贫。抗日战争胜利后，莊先識在上海任善后救济总署专员。中华人民共和国成立后，莊先識任上海市文史研究馆馆员。
莊先識精通古文，擅长诗词，一生大部分时期都在上海以卖文为生，先后参加了南社、联社、秋生社等文学社团。莊先識作诗很多。其诗句中有“苦不长吟不肯休，天荒地老一诗囚。茶可涤烦何必酒，药难疗病况于愁。人生百岁如朝露，会拟辞家作远游。”莊先識常自命为“诗囚”。
1965年，莊先識病逝。

## 著作
- 《廑廑试艺》
- 《亦聊簃谜宫》
- 《有性情簃词箧》
- 《怀湘居文簏》
- 《唱歌襍录》
- 《景湘学舍试艺》
- 《莊通百日记、杂记》
- 《惜花竹堂诗词丛话》
- 《惜日短室文簏》六卷
- 《知夜长斋诗简》六卷
- 《无逸窝联箧》二卷
- 《恫百廛书篰》十卷
- 《莊莊诗话》四卷
- 《怀疑庼随笔》十卷
- 《搜遗闇丛话》十卷
- 《不敢自欺室随笔》
- 《寒俭书室偶录》
- 《健忘斋类记》

## 家庭
- 元配
- 继室：陈警，1883年生。与丈夫庄先识创设“涤氛蒙养院”，并且附设初等小学，开常州幼儿教育之先河。[3]
- 再娶
- 女儿：莊彻。和丈夫龚苑东育有一子三女，龚雪排行第三。
  - 女婿：龚苑东
    - 外孙：龚除，排行第一。
    - 外孙女：龚晨，排行第二。
    - 外孙女：龚雪，排行第三。中华人民共和国电影演员，金鸡奖、百花奖最佳女演员。
    - 外孙女：龚莹，排行第四。[2]